# Vallatorp
Vallatorp är ett bostadsområde i kommundelen Valla i Täby kommun, som byggdes vid 1980-talets början. Husen är kedjehus/ radhus och är organiserade i olika gårdar, oftast med en egen lekpark. Temat på vägnamnen är olika sorters blommor.

## Området
I Vallatorp finns en Icabutik som heter ICA Dragonen. Det finns också en pool med tillhörande större park som ägs av Vallatorps poolförening. I området finns många lekparker och även skogsområden.
I närheten finns också en grundskola vid namn Vallatorpsskolan.

## Vallatorps poolförening
Vallatorps Samfällighetsförening för pool- och parkanläggning ägs gemensamt av alla fastigheter i Vallatorp och ger alla under sommarsäsongen tillträde till två pooler, en barnbassäng och en större 20x10m bassäng (uppvärmda), omklädningsrum ute och inne, bastu.